# Eva Paskuy
Eva Paskuy, tidigare Baldeweg, född den 14 november 1948 i Dresden, Östtyskland, är en östtysk före detta handbollsspelare.
Hon spelade för klubblaget SC Empor Rostock under sin karriär. Hon vann OS-silver i damernas turnering med det östtyska laget i samband med de olympiska handbollstävlingarna 1976 i Montréal. 1975 blev hon mästare vid världsmästerskapet i handboll för damer 1975. Hon spelade också för DDR vid VM 1973. Eva Paskuy arbetade civilt som förskollärare. 